# El Porvenir, Aguascalientes
El Porvenir är en ort i Mexiko.   Den ligger i kommunen Tepezalá och delstaten Aguascalientes, i den centrala delen av landet, 400 km nordväst om huvudstaden Mexico City. El Porvenir ligger 1 929 meter över havet och antalet invånare är 588.
Terrängen runt El Porvenir är platt västerut, men österut är den kuperad. Runt El Porvenir är det ganska tätbefolkat, med 108 invånare per kvadratkilometer. Närmaste större samhälle är Pabellón de Arteaga, 11,4 km söder om El Porvenir. Omgivningarna runt El Porvenir är i huvudsak ett öppet busklandskap.